# タイヨーエレック
タイヨーエレック株式会社（英: TAIYO ELEC Co., Ltd.）は、日本のパチンコ・パチスロ製造販売会社。サミー株式会社の完全子会社。
なお、東京都港区に本社を置くパチスロメーカーのタイヨー、同じくセガサミーグループのセガトイズの子会社だったタイヨー（旧・太陽工業、2010年解散・清算）とは無関係である。

## 概要
元々手打ち台であった「アレンジボール」を電動化したものを「アレパチ」のブランド名で展開し、登録商標（第4496646号）を行っている。その後アレンジボールに対する規制が強化される中、2004年の規則変更によってアレンジボールの発売が禁止されるまで生産を続けた。創業者は佐藤昭治（ - 2014年11月21日、享年85歳）。
規則変更によってアレンジボールの基軸を失った後は、もっぱらアニメ・コンピュータゲームとタイアップしたパチンコ・パチスロ機を中心にリリースを行っている。特にゲーム版権である『龍が如くシリーズ』のパチンコ・パチスロ化権は当社が持っているが、保有元であるセガの意向により、本編作品の使用許可が下りず、外伝作品のみのタイアップに留めていた。
経営を創業者から娘の佐藤英理子へ引継ぎ、2001年4月11日に大証ジャスダックへ上場。2011年7月27日に上場廃止。
2007年にサミーと資本・業務提携し、2011年にサミーの完全子会社（セガサミーホールディングスから見た場合は孫会社）になった。2017年4月に本社を愛知県名古屋市中村区名駅南から、サミー本社と同じサンシャイン60の29階へ移転。2018年8月に本社を住友不動産大崎ガーデンタワーオフィス棟へ再移転した。
2015年9月、セガサミーグループの遊技機事業に関する構造改革を発表。この構造改革では、タイヨーエレックとしては全従業員の3分の2にあたる約200名の希望退職者の募集などを行った他、2016年3月には瀬戸工場を閉鎖し、生産機能をサミー川越工場へ集約した。2016年には遊技機のマルチブランド戦略を見直し、遊技機のブランドを順次サミーへ統一することを発表。2014年5月から実施しているセガサミーグループにおける構造改革の実施は、2015年4月にゲーム事業やアニメーション事業などのエンタテインメントコンテンツ事業の再編（セガホールディングス〈現：セガグループ〉設立）に次ぐものとなる。
これにより、タイヨーエレックとしては自社ブランドでの販売から撤退することとなり（製造は継続）、タイヨーエレックが製造する遊技機のブランドはサミーへ統一された。2017年3月発売の「CRビッグorスモール」がタイヨーエレックブランドとしては最後の機種となったと同時に、2017年9月にサミーから発売された「パチスロ蒼き鋼のアルペジオ-アルス・ノヴァ-」以降におけるタイヨーエレックが製造した機種に関しては、サミーブランドにて発売するという形となった。
2017年3月まで使用していた旧本社ビルも、2019年12月13日に約29億円で売却された。

## 沿革
- 1973年 - 太陽電子株式会社として設立
- 1996年 - 現社名に変更
- 2001年 - JASDAQ登録
- 2005年 - イートレックジャパンと業務提携（2008年に解消）
- 2007年 - サミーと資本提携
- 2010年 - 同じサミーグループの銀座から瀬戸工場を取得[6]
- 2011年 - 8月1日付でセガサミーホールディングス及びサミーと株式交換を行い、サミーの完全子会社となった。これに伴いJASDAQの上場を廃止[7]。
- 2014年 - 本社を名古屋市西区から名古屋市中村区へ移転。
- 2016年 - 3月1日付で資本金を51億2514万2016円から1億円に減資[8]。瀬戸工場閉鎖。
- 2017年 - 本社を名古屋市中村区からサンシャイン60へ移転。
- 2018年 - 5月に本店所在地を西品川にある住友不動産大崎ガーデンタワーオフィス棟へ移転。8月に本社所在地をサンシャイン60から住友不動産大崎ガーデンタワーオフィス棟へ移転[9]。

## パチンコ機種一覧

### 旧要件機（主要機種）
- 1982年 - スロットル2号（アレンジフィーバー）
- 1989年 - ワイワイワイ（アレパチ）
- 1992年 - スーパーアレパチ、ファンタジー7（業界初の再始動機能）
- 1994年 - 生駒記念（権利物）
- 1995年 - CRそれゆけ浜ちゃん2
- 1997年 - CR海底天国7（当時業界最大の10.4インチ液晶搭載）
- 1999年 - CRおかっぴき銭形くん
- 2000年 - CRそれ打て浜ちゃん2
- 2001年 - CRひとみの料理教室2
- 2002年 - CRアレパッチン
- 2004年 - CR魔法のプリンセス ミンキーモモ、CRアレパチ連発おはな

### 現行基準機
| 機種名                                     | 発売年月   | 備考                               |
| ------------------------------------------ | ---------- | ---------------------------------- |
| CR清水アキラって、うん!?いいかもしんない!! | 2005年2月  | 初の新基準機                       |
| CRシンデレラボーイ                         | 2005年4月  |                                    |
| CRトップガン                               | 2005年7月  |                                    |
| CR演歌の歌姫八代亜紀                       | 2006年1月  | 初の甘デジスペック発売             |
| CR五右衛門                                 | 2006年4月  |                                    |
| CR大陸物語                                 | 2006年6月  |                                    |
| CR超神の剣                                 | 2006年9月  |                                    |
| CRスタートレック                           | 2006年11月 | 新枠「ラルース」採用               |
| CR機動新撰組萌えよ剣                       | 2007年1月  |                                    |
| CRマーベルヒーローズ                       | 2007年3月  |                                    |
| CRハムナプトラ                             | 2007年5月  |                                    |
| CRそれゆけエリちゃん                       | 2007年8月  | 権利物タイプ、甘デジ専用機種       |
| CRキングコング                             | 2007年10月 | 1933年製作の映画を元にしている     |
| CR奥さまは魔女                             | 2007年12月 | 甘デジ専用機種                     |
| CR伝説の巫女                               | 2008年1月  |                                    |
| CRギャラクシーエンジェル                   | 2008年3月  |                                    |
| CRサムライチャンプルー                     | 2008年5月  |                                    |
| CRエルビスプレスリー                       | 2008年8月  |                                    |
| CR匠の道                                   | 2008年10月 |                                    |
| CRペルソナ3                                | 2009年2月  |                                    |
| CR八代亜紀 心の故郷帰りませんか            | 2009年3月  |                                    |
| CR機動新撰組萌えよ剣 疾風怒濤編            | 2009年5月  | 新枠「ALDIO」初採用                |
| CR BLOOD+                                  | 2009年10月 |                                    |
| CRゴールドラッシュ                         | 2009年12月 |                                    |
| CRひかる源氏                               | 2010年1月  |                                    |
| CR真・本能寺の変〜夢幻の如く〜             | 2010年4月  |                                    |
| CRシンデレラボーイ2                        | 2010年5月  |                                    |
| CRフルメタル・パニック! TSR                | 2010年9月  |                                    |
| CRサムライチャンプルー2                    | 2011年1月  |                                    |
| CRブラックラグーン                         | 2011年6月  |                                    |
| CR超古代文明モアイ                         | 2011年7月  |                                    |
| CRプロゴルファー猿                         | 2011年9月  |                                    |
| CRピカバナ                                 | 2011年10月 |                                    |
| CR龍が如く 見参!                           | 2011年12月 | 新枠「kaleido」初採用              |
| CR御伽屋HANZO                              | 2012年6月  |                                    |
| CRカメレオン                               | 2012年8月  |                                    |
| CR兎-野性の闘牌-                           | 2012年11月 |                                    |
| CR米米CLUB 大収穫祭                        | 2013年1月  |                                    |
| CR火曜サスペンス劇場                       | 2013年5月  | ベースとなったのは小京都ミステリー |
| CR秘密戦隊ゴレンジャー                     | 2013年8月  |                                    |
| CRサムライチャンプルー3                    | 2013年11月 |                                    |
| CR機動新撰組萌えよ剣3                      | 2014年5月  |                                    |
| CRブラックラグーン2                        | 2014年6月  |                                    |
| CR龍が如く 見参! 天照祇園編                | 2014年10月 | 新枠「T-FLARE」初採用              |
| CRどっキュンリゾート ハワイへん            | 2014年12月 |                                    |
| CR嘘喰い                                   | 2015年3月  |                                    |
| CRガメラ                                   | 2015年6月  | 1種2種混合機                       |
| CRビッグドリーム                           | 2015年8月  | 7セグ搭載機種                      |
| CRペルソナ4 the PACHINKO                   | 2015年9月  | 同社最後の旧MAXマシン              |
| CR火曜サスペンス劇場 真相の扉〜22の過ち〜  | 2016年11月 | 同社での新基準型適合機第1号        |
| CRハチワンダイバー                         | 2017年1月  |                                    |
| CR逃亡者おりん3                            | 2017年2月  |                                    |
| CRビッグorスモール                         | 2017年3月  | タイヨーエレックブランド最後の機種 |

## パチスロ機種一覧

### 4号機
- 2002年 - 火山
- 2003年 - シュリ-30
- 2004年 - キング オブ ザ マハラジャ

### 5号機
| 機種名                                     | 発売年月   | 備考                       |
| ------------------------------------------ | ---------- | -------------------------- |
| お江戸大捜査線                             | 2007年3月  | 初の5号機                  |
| マーベルヒーローズ                         | 2007年7月  |                            |
| パチスロ伝説の巫女                         | 2008年1月  |                            |
| 熱血硬派くにおくん                         | 2008年5月  |                            |
| パチスロ機動新撰組萌えよ剣                 | 2008年9月  |                            |
| 真・女神転生                               | 2009年8月  | 本機よりサミー製筐体を使用 |
| パチスロBLOOD+                             | 2010年2月  |                            |
| パチスロリングにかけろ1〜黄金の日本Jr.編〜 | 2010年9月  |                            |
| パチスロあっぱれ剣士道                     | 2011年1月  |                            |
| パチスロ銀と金                             | 2011年8月  |                            |
| パチスロぷよぷよ!                          | 2011年12月 | マルハン専用機種           |
| パチスロToHeart2                           | 2012年2月  |                            |
| パチスロフルメタル・パニック!TSR           | 2012年4月  |                            |
| パチスロドカベン                           | 2012年10月 |                            |
| パチスロあしたのジョー2                    | 2013年4月  |                            |
| パチスロカメレオン                         | 2013年9月  |                            |
| パチスロ仮面ライダーUNLIMITED              | 2014年1月  |                            |
| パチスロ御伽屋HANZO                        | 2014年5月  |                            |
| パチスロバーチャファイター                 | 2014年8月  |                            |
| パチスロ龍が如く OF THE END                | 2015年11月 |                            |
| パチスロ銀と金2                            | 2015年11月 |                            |

### 5.5号機・5.9号機
| 機種名                                                        | 発売年月   | 備考                          |
| ------------------------------------------------------------- | ---------- | ----------------------------- |
| パチスロBLOOD+ 二人の女王                                     | 2016年9月  |                               |
| パチスロ火曜サスペンス劇場                                    | 2016年11月 |                               |
| パチスロ蒼き鋼のアルペジオ -アルス・ノヴァ-                   | 2017年9月  | サミーブランドで販売          |
| パチスロ蒼き鋼のアルペジオ -アルス・ノヴァ- Mental Model Ver. | 2018年8月  | 5.9号機、サミーブランドで販売 |